# Обычные люди (команда КВН)
«Обычные люди» — команда КВН, представляющая Московский энергетический институт. Чемпионы Высшей лиги 2007 года.

## История
Команда КВН Московского энергетического университета начала играть в официальных лигах ТТО «АМиК» в 2001 году с Московской студенческой лиги (МСЛ), где дошла до полуфинала. Сезон 2002 команда провела в Слобожанской лиге в Харькове, где опять дошла до полуфинала. На Кубке Москвы, проводившемся в том году в рамках московского КВН, МЭИ выигрывает гран-при.
В 2003 году команда впервые попадает в телевизионную лигу, и сразу на «Первый канал», поскольку их берут в первый сезон новой Премьер-лиги КВН. Дебют МЭИ оказывается неудачным, и команда проигрывает уже на этапе 1/8-й финала. Второй сезон в Премьер-лиге получается более успешным, и МЭИ доходят до полуфинала. Также, в сезонах 2003 и 2004 МЭИ приглашают принять участие в юрмальском фестивале «Голосящий КиВиН». Несмотря на удачный сезон 2004, МЭИ не берут ни в одну телевизионную лигу по результатам фестиваля «КиВиН 2005» в Сочи. Участники команды принимают решение разделиться на две самостоятельные части, получившие названия «Обычные люди» и «Squadra Azzurra» и сыграть в двух лигах. В итоге, первые выигрывают Лигу Москвы и Подмосковья, а вторые — Рязанскую лигу.
На фестивале «КиВиН 2006» два состава вновь объединяются под названием «Обычные люди», и получают приглашение играть в Высшей лиге. В первой игре команда занимает третье, непроходное, место, но по итогам 1/8-й финала добирается в четвертьфинал, где вновь проигрывает и прекращает участие в сезоне. В 2007 году история повторяется, и команда вновь проходит в четвертьфинал добором, на этот раз с помощью СМС-голосования телезрителей. В четвертьфинале команда единственный раз занимает проходное место в играх Высшей лиги и проходит в полуфинал. Летом того года на фестивале в Юрмале «Обычные люди» выигрывают свой первый и единственный КиВиН — большой в тёмном. В полуфинале МЭИ играют против владикавказской «Пирамиды» и томского «МаксимуМа», и занимают второе место. Решением членов жюри, москвичей вновь добирают, на этот раз в финал, который они в итоге выигрывают — их единственная победа в играх Высшей лиги.
Несмотря на негласное правило клуба «чемпион пропускает сезон», «Обычные люди» в 2008 году вновь принимают участие в играх Высшей лиги, став вторым действующим чемпионом, после «Парней из Баку» в 1993 году, попытавшимся защитить свой титул. Однако, история первого сезона вновь повторилась: проиграв в 1/8-й финала, команда решением жюри попадает в четвертьфинал, где проигрывает и выбывает из дальнейшей борьбы. В августе «Обычные люди» на правах чемпиона принимают участие в традиционном Летнем кубке КВН, проходившем по схеме «Чемпион+», взяв к себе в пару курскую команду «ПриМа». Победителем игры стал тандем «Нарты из Абхазии» и «Пирамида». Помимо этих игр участники команды «Обычные люди» также участвуют в спецпроектах ко дню рождения КВН в качестве актёров и авторов.
В июле 2009 года «Обычные люди» вновь выступили на фестивале в Юрмале. В сезонах 2010 и 2011 капитан команды Дмитрий Шпеньков играл в составе воронежской «25-й», и дошёл до финала в первом сезоне. Он является редактором красноярской лиги «Азия», а с 2012 по 2020 год являлся редактором Высшей лиги КВН.

## Состав команды
- Дмитрий Шпеньков — капитан, автор и актёр
- Михаил Белянин — автор и актёр
- Евгений Штылёв — автор и актёр
- Прохор Забабашкин — автор и актёр
- Станислав Халин — автор и актёр
- Евгений Трикоз — автор и актёр
- Елена Кравченко — автор и актёр
- Александр Вялых — автор
- Олег Серебряков — звукооператор